# Plagiothecium curvifolium
Plagiothecium curvifolium là một loài rêu trong họ Plagiotheciaceae. Loài này được Schlieph. ex Limpr. mô tả khoa học đầu tiên năm 1897.

## Hình ảnh

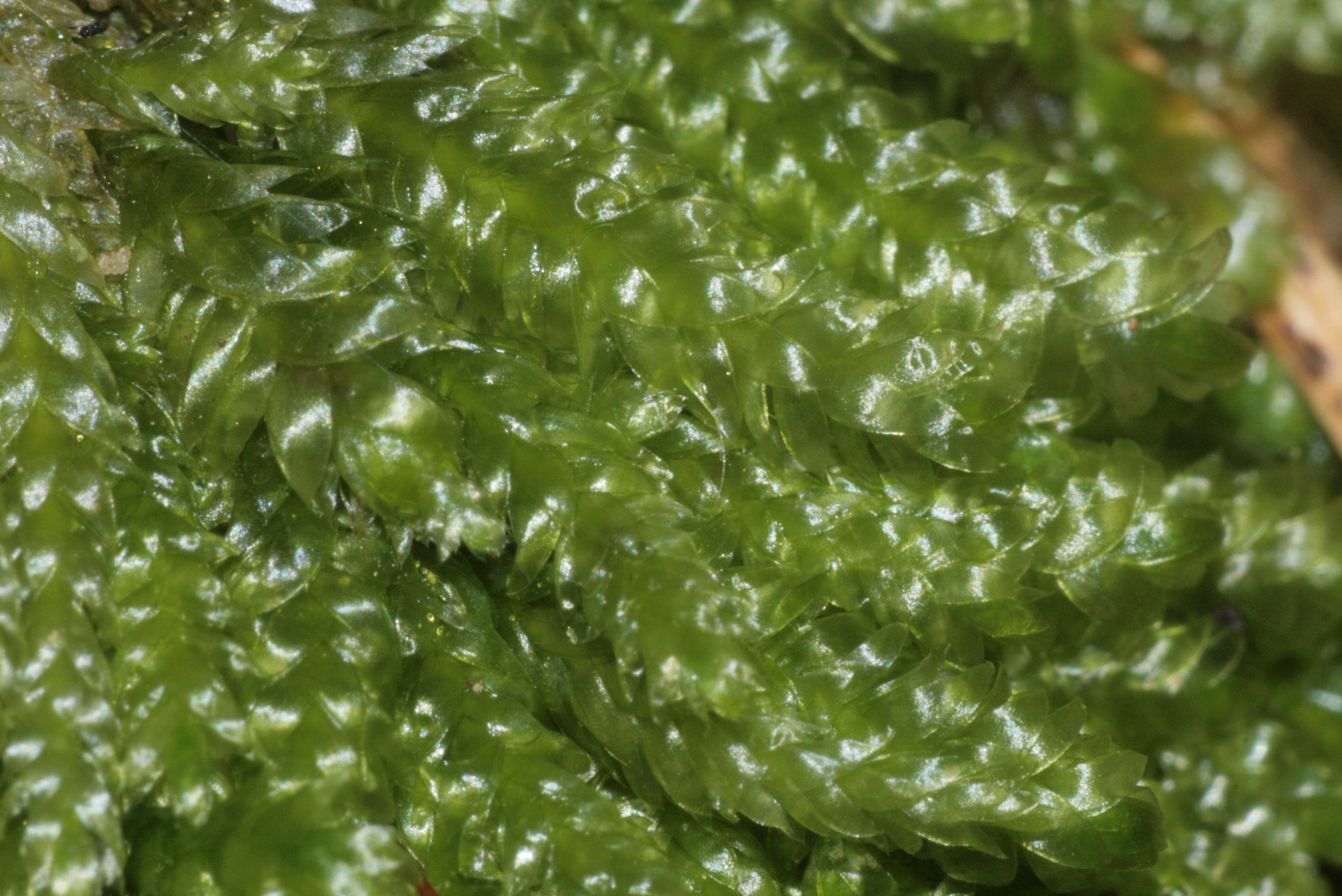
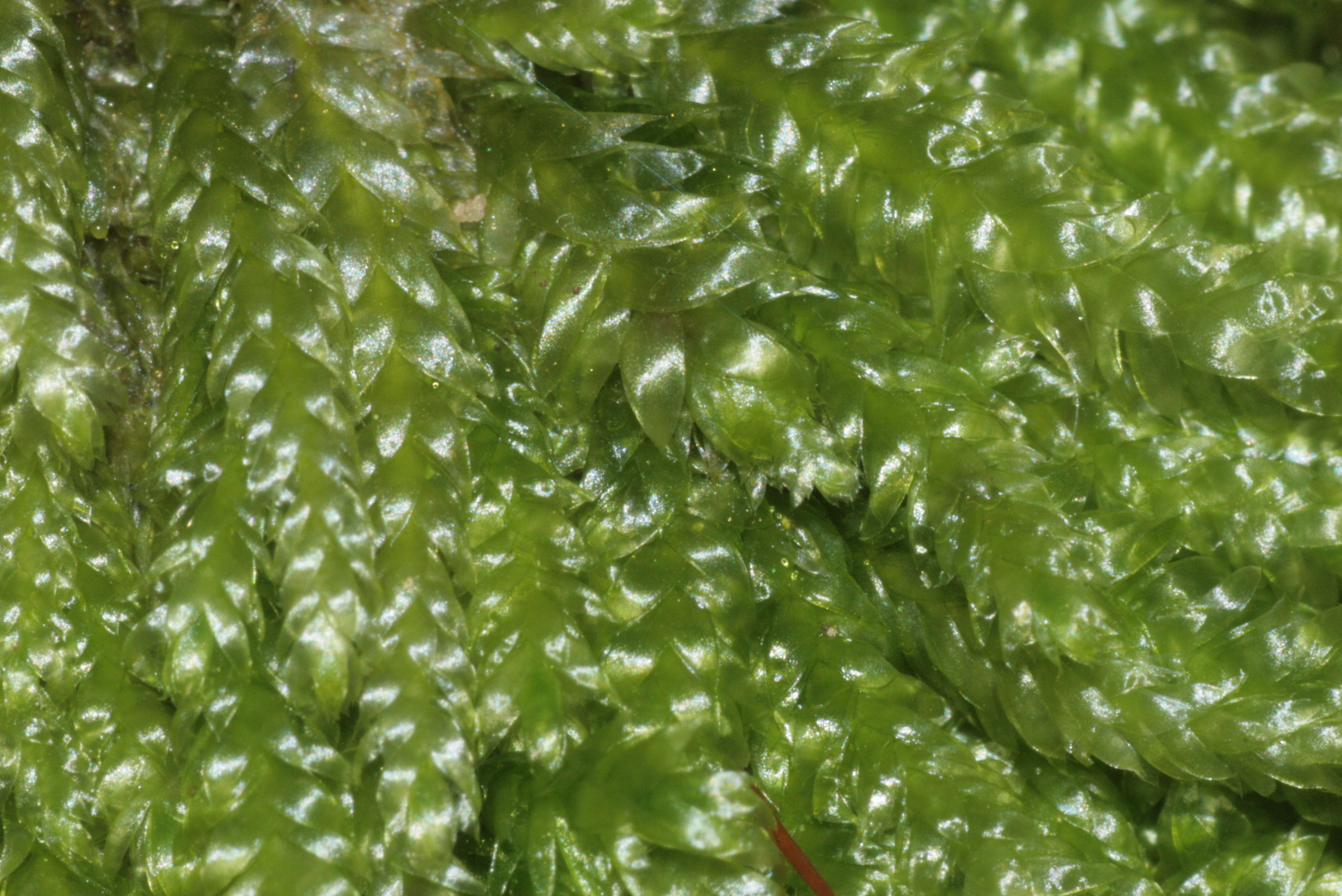
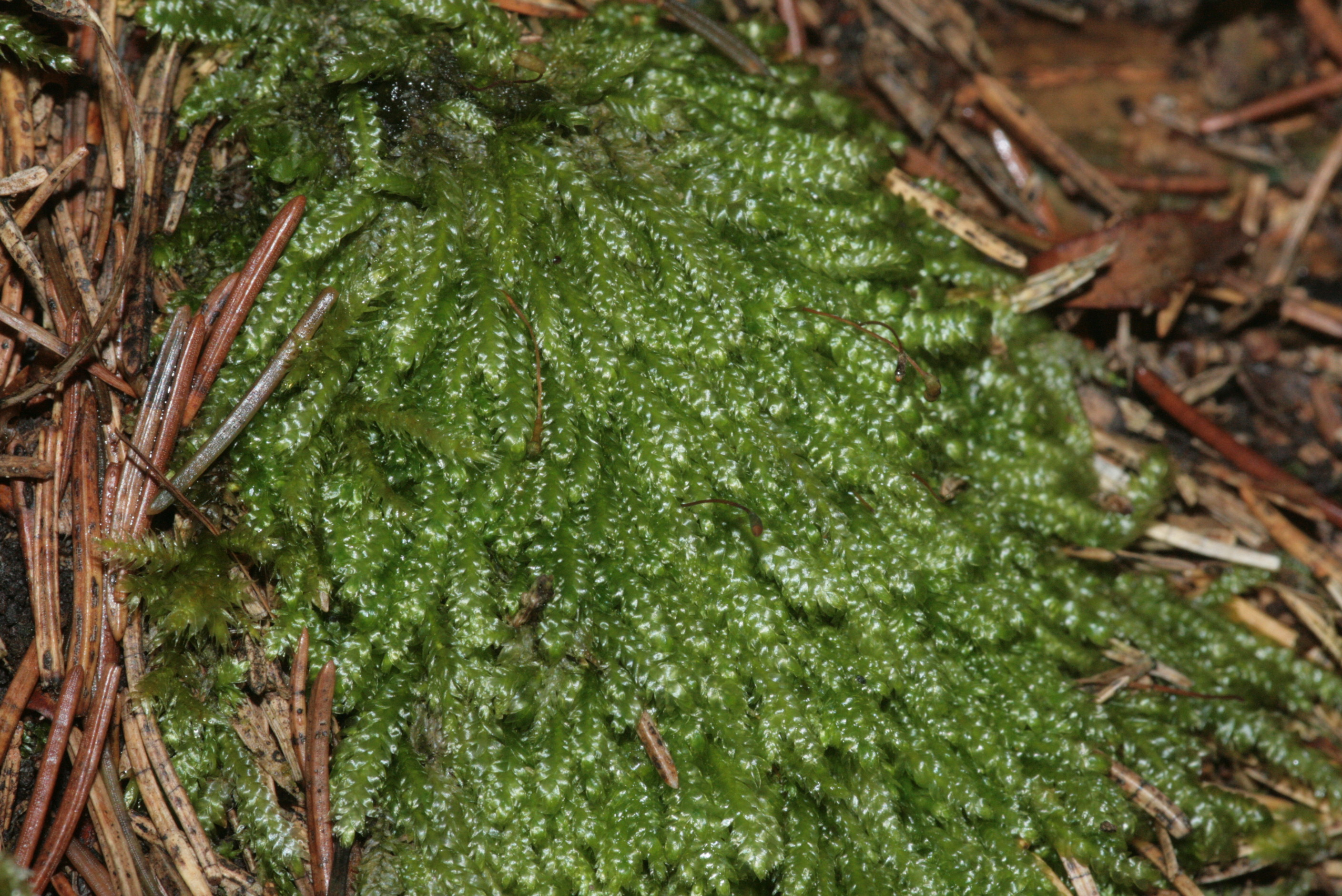
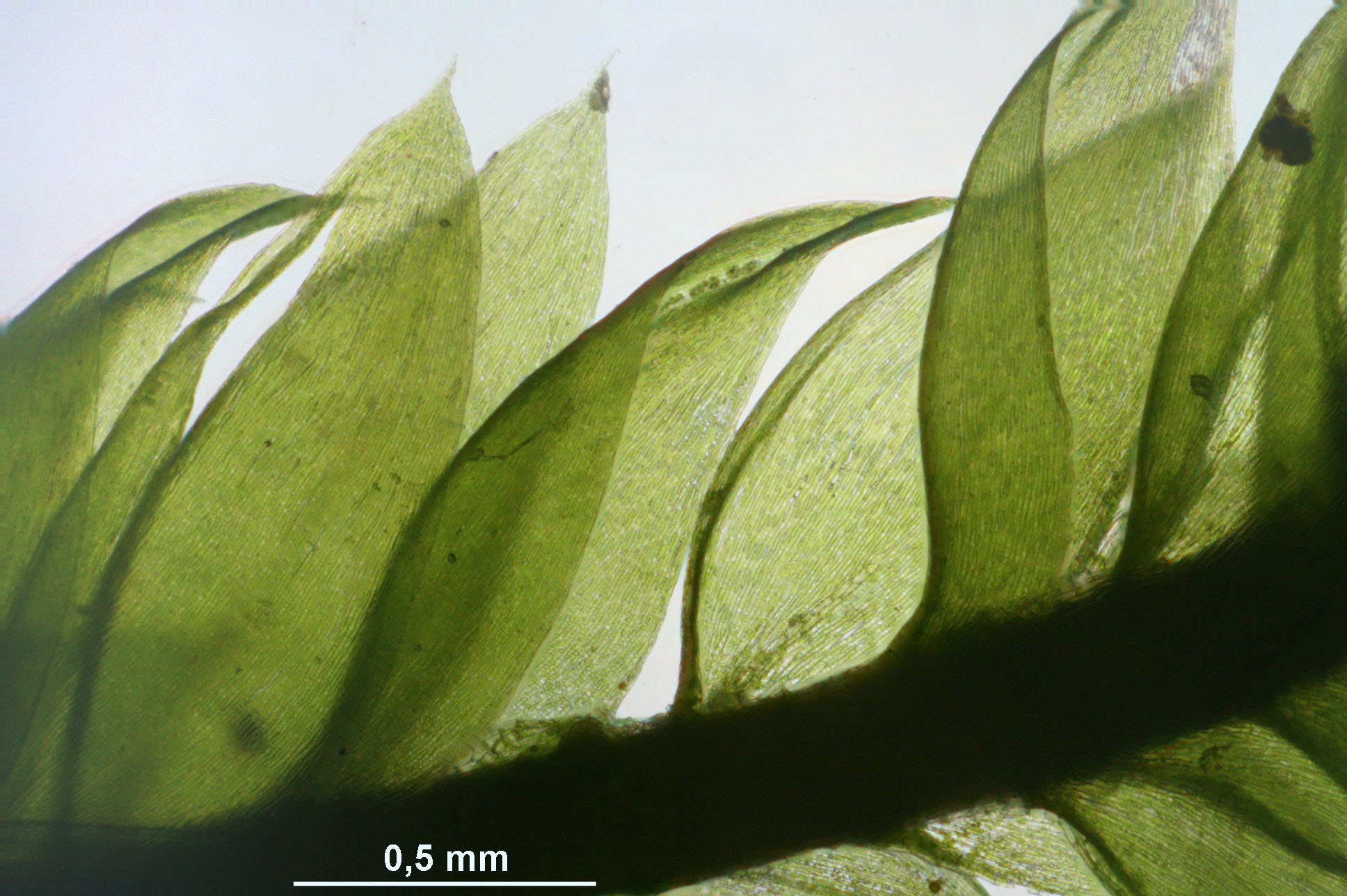